# NGC 7425
NGC 7425 is een balkspiraalstelsel in het sterrenbeeld Waterman. Het hemelobject werd in 1886 ontdekt door de Amerikaanse astronoom Frank Muller.

## Synoniemen
- MCG -2-58-13
- PGC 70097